# Circuito Radio Show
El Circuito Radio Show es una red de emisoras de radio de Venezuela con base en cada una de las 4 ciudades de Venezuela integradas en esta emisora. Está orientado al Top 40, Urbano, Salsa Caribeña, Música Venezolana, pop, rock, k-pop, entre otros, y programas informativos y de opinión.

## Frecuencias
- 99.1 MHz (Barquisimeto) [1]
- 106.7 MHz (Maracay) [2][3][4]
- 92.7 MHz (Punto Fijo) [5]
- 106.3 MHz (Valencia) [6][7][8]
- 102.1 MHz (La Costa) Actualmente está fuera del aire.

## Radio Show 99.1 FM
Radio Show 99.1 FM es una estación radial venezolana ubicada en el 99.1 MHz del dial FM en Barquisimeto. Inició sus transmisiones el 31 de octubre de 2009. A diferencia de las otras emisoras del mismo nombre, que transmite música latina, salsa caribeña, reguetón, etc. La emisora transmite pop, rock, k-pop, entre otros géneros musicales en inglés y español.

### Disponibilidad

#### Señal FM
Radio Show 99.1 FM transmite de forma analógica por radio terrestre en todo el Estado Lara, en la frecuencia 99.1 de la banda FM.

#### Señal en Línea
Radio Show 99.1 FM dispone una señal en directo a través de la página web de la empresa (latinamedios.com) que emite en toda Venezuela si vives fuera en el Estado Lara, también está disponible a través de la app de Latina Medios para Android en Google Play. 